# Frog City Software
 (mars 2020).
Si vous disposez d'ouvrages ou d'articles de référence ou si vous connaissez des sites web de qualité traitant du thème abordé ici, merci de compléter l'article en donnant les références utiles à sa vérifiabilité et en les liant à la section « Notes et références ».
Frog City Software était un studio américain de développement de jeux vidéo fondé en 1995 et basé à San Francisco. Il a fermé en 2006 après son rachat en 2004 par Take-Two Interactive.

## Jeux développés
- 1997 : Impérialisme
- 1998 : Pantheon, jeu de stratégie/rôle annulé en 2000.
- 1999 : Imperialism II: Age of Exploration
- 2001 : Trade Empires
- 2003 : Tropico 2 : La Baie des pirates
- 2005 : Snow, jeu de stratégie annulé en 2006.